# Benjamin Sonntag (triathlon)
Pour les articles homonymes, voir Benjamin Sonntag et Sonntag.
Benjamin Sonntag, est un triathlète allemand, champion d'Europe en 2003 et champion du monde en 2003 et en 2006 de triathlon d'hiver.

## Biographie

### Palmarès
Le tableau présente les résultats les plus significatifs (podium) obtenus sur le circuit national et international de triathlon d'hiver depuis 2002.
| Année | Compétition                                                | Pays      | Position           | Temps           |
| ----- | ---------------------------------------------------------- | --------- | ------------------ | --------------- |
| 2006  | Championnats du monde de triathlon d'hiver                 | Allemagne | Médaille d'or      | 1 h 38 min 10 s |
| 2003  | Championnats d'Europe de triathlon d'hiver                 | Slovaquie | Médaille d'or      | 1 h 23 min 19 s |
| 2003  | Coupe du monde triathlon d'hiver - l'étape de Donovaly     | Slovaquie | Médaille d'or      | 1 h 23 min 19 s |
| 2003  | Championnats du monde de triathlon d'hiver                 | Allemagne | Médaille d'or      | 1 h 21 min 12 s |
| 2003  | Championnats d'Allemagne de triathlon d'hiver              | Allemagne | Médaille d'or      | Timing          |
| 2003  | Coupe du monde triathlon d'hiver - l'étape de La Partacua  | Espagne   | Médaille d'or      | 1 h 11 min 34 s |
| 2003  | Coupe du monde triathlon d'hiver - l'étape de Panticosa    | Espagne   | Médaille d'or      | 1 h 12 min 28 s |
| 2003  | Coupe du monde triathlon d'hiver - l'étape de Wildhaus     | Suisse    | Médaille d'or      | 1 h 16 min 1 s  |
| 2002  | Championnats du monde de triathlon d'hiver                 | Italie    | Médaille de bronze | 1 h 31 min 37 s |
| 2002  | Championnats d'Allemagne de triathlon d'hiver              | Allemagne | Médaille d'or      | Timing          |
| 2002  | Coupe panaméricaine triathlon d'hiver - l'étape de Canmore | Canada    | Médaille de bronze | 1 h 24 min 11 s |
| 2002  | Coupe du monde triathlon d'hiver - l'étape de Jaca         | Espagne   | Médaille d'argent  | 1 h 22 min 55 s |
| 2002  | Coupe du monde triathlon d'hiver - l'étape de Stoos        | Suisse    | Médaille d'or      | 1 h 19 min 23 s |
| 2002  | Coupe d'Europe triathlon d'hiver - l'étape de Wildhaus     | Suisse    | Médaille d'or      | 1 h 15 min 53 s |